# Rudolf Wiegmann

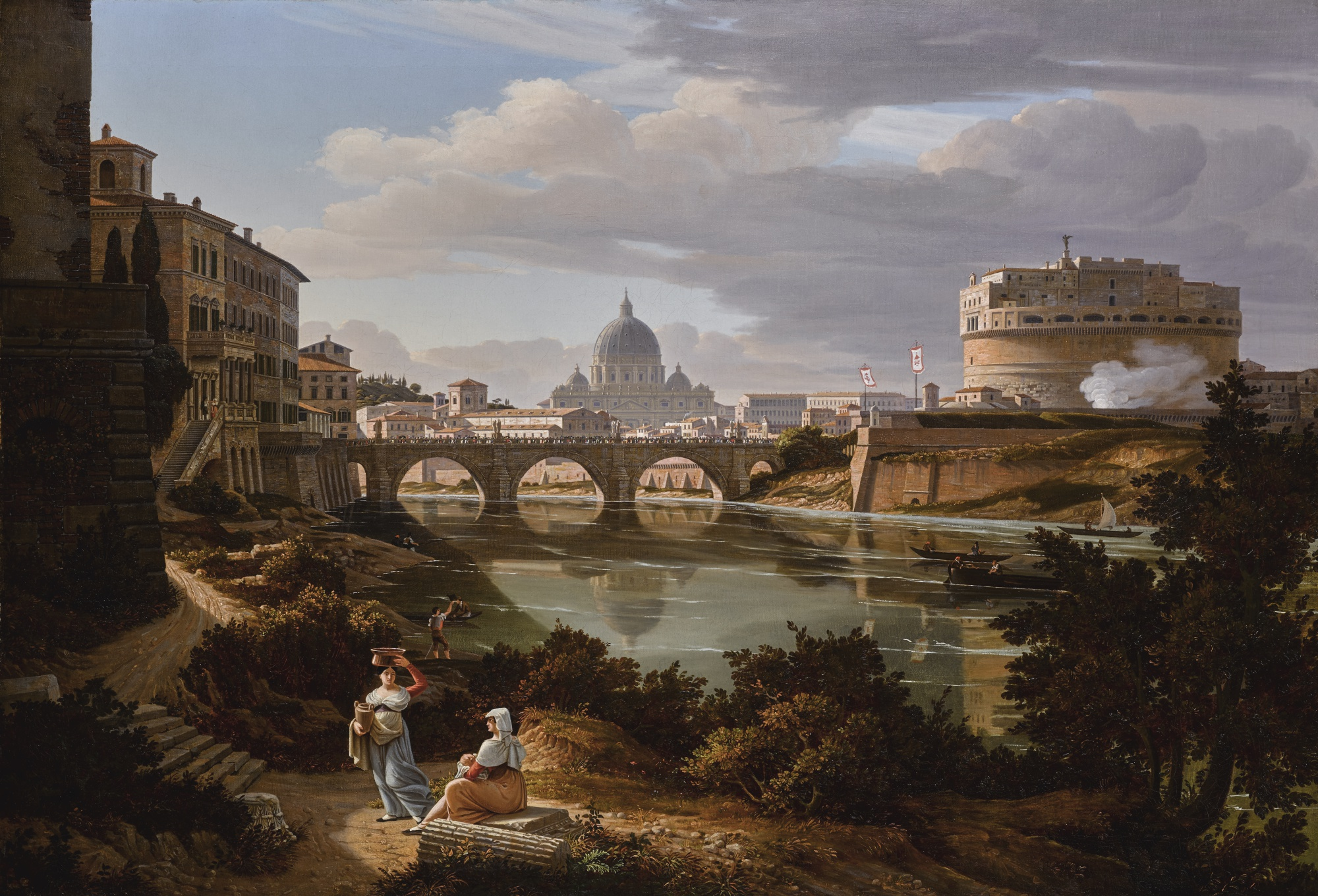
Rudolf Wiegmann, olieverfschilderij 1834: De Engelenbrug over de Tiber in Rome.

Ernst Gottfried Heinrich Rudolph Wiegmann (Adensen 17 april 1804 - Düsseldorf, 17 april 1865) was een Duitse architect bij de overgang van classicisme naar het romantische historisme. 
Hij was hoogleraar en secretaris op de kunstacademie in Düsseldorf, lid van de Düsseldorfse School voor Schilderkunst en schilder van architectonische vergezichten in olieverfschilderijen, aquarellen en tekeningen. Hij werkte als graficus, etser, lithograaf, illustrator en schrijver over kunst. Hij werkte als secretaresis op de Düsseldorf Art Vereniging voor het Rijnland en Westfalen.
- Bibsys: 3118807
- Gemeinsame Normdatei: 117361356
- International Standard Name Identifier: 0000 0001 2209 5344
- Library of Congress Control Number: no2022092209
- RKD-Nederlands Instituut voor Kunstgeschiedenis: 233955
- Système universitaire de documentation: 248986287
- Union List of Artist Names: 500199227
- Virtual International Authority File: 242149294494580522937
- WorldCat: E39PBJvmHh6XWFPmfP8xxjxYyd